# تورتت
تورتت (به فرانسوی: Turretot) یک کامین در فرانسه است که در Canton of Criquetot-l'Esneval واقع شده‌است.

## خصوصیات
تورتت ۶٫۰۷ کیلومترمربع مساحت و ۱٬۴۶۶ نفر جمعیت دارد و ۱۰۴ متر بالاتر از سطح دریا واقع شده‌است.